# 1955-ös magyar atlétikai bajnokság
Az 1955-ös magyar atlétikai bajnokságot – amely a 60. magyar bajnokság volt – október 21. és október 23. között rendezték meg a Népstadionban.
Az utcai, a váltó- és a többpróbaversenyeket más helyszínen és időpontban rendezték:
- Váltó és többpróba: október 19-30., Budapest, Mező utca
- 50 km-es gyaloglás: október 30., Budapest, Népliget
- Maraton: szeptember 4., Csepel Sporttelep –Tököli országút - Csepel

## Eredmények

### Férfiak
| Versenyszám                 | Arany                                                                        | Arany     | Ezüst                                                                    | Ezüst     | Bronz                                                                       | Bronz     |
| --------------------------- | ---------------------------------------------------------------------------- | --------- | ------------------------------------------------------------------------ | --------- | --------------------------------------------------------------------------- | --------- |
| 100 m                       | Goldoványi Béla Bp. Építők                                                   | 10,6      | Jakabfy Sándor Bp. Haladás                                               | 10,7      | Sebestyén Tamás Bp. Haladás                                                 | 10,7      |
| 200 m                       | Goldoványi Béla Bp. Építők                                                   | 21,3      | Senkei József Bp. Honvéd                                                 | 21,8      | Sebestyén Tamás Bp. Haladás                                                 | 21,9      |
| 400 m                       | Adamik Zoltán Bp. Honvéd                                                     | 48,3      | Szentgáli Lajos Bp. Dózsa                                                | 48,4      | Karádi Péter Bp. Vörös Lobogó                                               | 48,8      |
| 800 m                       | Rózsavölgyi István Bp. Honvéd                                                | 1:50,7    | Bárkányi István Bp. Törekvés                                             | 1:52,1    | Bakos Jenő Bp. Vörös Lobogó                                                 | 1:52,2    |
| 1500 m                      | Tábori László Bp. Honvéd                                                     | 3:43,0    | Rózsavölgyi István Bp. Honvéd                                            | 3:43,2    | Béres Ernő Bp. Vasas                                                        | 3:44,4    |
| 5000 m                      | Iharos Sándor Bp. Honvéd                                                     | 13:40,6   | Tábori László Bp. Honvéd                                                 | 13:53,2   | Szabó Miklós Bp. Haladás                                                    | 13:59,0   |
| 10 000 m                    | Kovács József Bp. Vörös Lobogó                                               | 29:20,0   | Juhász Béla Bp. Vasas                                                    | 30:29,6   | Kovács Zoltán Bp. Honvéd                                                    | 31:29,2   |
| maraton                     | Juhász Béla Bp. Vasas                                                        | 2:31:53,6 | Dobronyi József Bp. Törekvés                                             | 2:39:16,6 | Esztergomi Mihály Bp. Törekvés                                              | 2:42:37,8 |
| 3000 m akadály              | Rozsnyói Sándor Bp. Haladás                                                  | 8:48,4    | Jeszenszky László Bp. Vörös Lobogó                                       | 8:49,0    | Dehény Ferenc Bp. Vörös Lobogó                                              | 9:09,0    |
| 110 m gát                   | Retezár Imre Bp. Dózsa                                                       | 14,9      | Csenger Attila Bp. Vasas                                                 | 15,1      | Ferity Pál Bp. Haladás                                                      | 15,6      |
| 200 m gát                   | Botár Attila Bp. Dózsa                                                       | 24,3      | Lombos Dezső Bp. Vörös Lobogó                                            | 24,5      | Csenger Attila Bp. Vasas                                                    | 24,6      |
| 400 m gát                   | Lombos Dezső Bp. Vörös Lobogó                                                | 53,0      | Botár Attila Bp. Dózsa                                                   | 53,6      | Csenger Attila Bp. Vasas                                                    | 55,8      |
| 4 × 100 m                   | Senkei József Dörnyei Ágoston Adamik Zoltán Szécsi Jenő Bp. Honvéd           | 42,2      | Zarándi László Sebestyén Tamás Jakabfy Sándor Csutorás Csaba Bp. Haladás | 42,3      | Molnár Benő Gregor Gábor Kovács Csenger Attila Bp. Vasas                    | 42,8      |
| 4 × 200 m                   | Zarándi László Csutorás Csaba Sebestyén Tamás Jakabfy Sándor Bp. Haladás SK  | 1:28,2    | Senkei József Dörnyei Ágoston Adamik Zoltán Szécsi Jenő Bp. Honvéd       | 1:28,9    | Mátyus Fischer János Bánhalmi Ferenc Karádi Péter Bp. Vörös Lobogó          | 1:29,5    |
| 4 × 400 m                   | Dörnyei Ágoston Szécsi Jenő Rózsavölgyi István Adamik Zoltán Bp. Honvéd      | 3:18,1    | Battancs Lajos Pangert László Botár Attila Szentgáli Lajos Bp. Dózsa     | 3:18,2    | Bánhalmi Ferenc Bakos Jenő Kovács István Karádi Péter Bp. Vörös Lobogó      | 3:19,9    |
| 4 × 800 m                   | Mikes Ferenc Tábori László Iharos Sándor Rózsavölgyi István Bp. Honvéd SE    | 7:40,0    | Somogyi Nándor Süttő Pangert László Szentgáli Lajos Bp. Dózsa            | 7:52,5    | Kassai Gábor Tarr Porsch Béres Ernő Bp. Vasas                               | 7:55,8    |
| 4 x 1500 m                  | Rózsavölgyi István Mikes Ferenc Tábori László Iharos Sándor Bp. Honvéd SE    | 15:56.6   | Szmida Szabó Miklós Rozsnyói Sándor Czeglédi József Bp. Haladás          | 16:10,8   | Dehény Ferenc Burda István Jeszenszky László Kovács József Bp. Vörös Lobogó | 16:28,4   |
| 20 km gyaloglás október 16. | Rácz Zoltán Bp. Dózsa                                                        | 1:34:57.4 | Palotai László Bp. Dózsa                                                 | 1:37:24,8 | Ferenczi Ferenc Bp. Dózsa                                                   | 1:39:14,4 |
| 50 km gyaloglás             | Róka Antal Bp. Honvéd                                                        | 4:30:21,0 | Somogyi János Bp. Vörös Lobogó                                           | 4:31:04,4 | László Sándor Bp. Dózsa                                                     | 4:32:34,6 |
| magasugrás                  | Hagya István Bp. Dózsa                                                       | 191       | Bodó Árpád Bp. Haladás                                                   | 191       | Földessy Ödön Bp. Dózsa                                                     | 186       |
| rúdugrás                    | Homonnay Tamás Bp. Vasas                                                     | 420       | Kovács Ferenc Bp. Dózsa                                                  | 400       | Miskei János Bp. Honvéd                                                     | 380       |
| távolugrás                  | Földessy Ödön Bp. Dózsa                                                      | 742       | Jakabfy Sándor Bp. Haladás                                               | 720       | Zajki Tibor Bp. Vörös Lobogó                                                | 696       |
| hármasugrás                 | Bolyki István Bp. Honvéd                                                     | 14,87     | Palotás Vince Bp. Haladás                                                | 14,01     | Grózli Zoltán Bp. Vasas                                                     | 13,87     |
| súlylökés                   | Mihályfi János Bp. Haladás                                                   | 16,44     | Kövesdi Ferenc Bp. Dózsa                                                 | 15,54     | Szécsényi József Bp. Honvéd                                                 | 15,32     |
| diszkoszvetés               | Szécsényi József Bp. Honvéd                                                  | 52,45     | Lévai Károly Bp. Honvéd                                                  | 48,88     | Sólyom Rudolf Bp. Építők                                                    | 47,46     |
| kalapácsvetés               | Németh Imre Bp. Vasas                                                        | 58,70     | Csermák József Tapolcai Törekvés                                         | 58,58     | Kapcsos Lajos Bp. Honvéd                                                    | 57,30     |
| gerelyhajítás               | Krasznai Sándor Bp. Dózsa                                                    | 72,05     | Kulcsár Gergely Bp. Haladás                                              | 65,38     | Kecskés József Bp. Haladás                                                  | 62,45     |
| tízpróba                    | Villányi Sándor Bp. Dózsa                                                    | 5104      | Kertész Tibor Bp. Vörös Lobogó                                           | 4876      | Szabó Aladár Győri Dózsa                                                    | 4670      |
| kis mezei futás (4000 m)    | Iharos Sándor Bp. Honvéd                                                     | 11:52,8   | Tábori László Bp. Honvéd                                                 | 11:57,4   | Rózsavölgyi István Bp. Honvéd                                               | 11:58,8   |
| mezei futás (10 000 m)      | Jeszenszky László Bp. Vörös Lobogó                                           | 30:49.6   | Kovács József Bp. Vörös Lobogó                                           | 30:49,8   | Berta Hubert Bp. Haladás                                                    | 31:16,4   |
| 5000 m csapat               | Kovács József Jeszenszky László Dehény Ferenc Bakos Jenő Bp. Vörös Lobogó SK | 17        | Szabó Miklós Rozsnyói Sándor Czeglédi József Szmida Bp. Haladás          | 20        | Szalai Béla Kovács Zoltán Mikes Jaklics Bp. Honvéd                          | 51        |
| kis mezei futás csapat      | Iharos Sándor Tábori László Rózsavölgyi István Bp. Honvéd SE                 | 6         | Stelczer Ervin Pálfi Laczkó János Csepeli Vasas                          | 27        | Vörös Rab Kiss Bp. Haladás                                                  | 54        |
| mezei futás csapat          | Jeszenszky László Kovács József Dehény Ferenc Bp. Vörös Lobogó SK            | 14        | Berta Hubert Rozsnyói Sándor Szabó Miklós Bp. Haladás                    | 16        | Juhász Béla Béres Ernő Garay Sándor Bp. Vasas                               | 22        |

### Nők
| Versenyszám                    | Arany                                                                 | Arany  | Ezüst                                                              | Ezüst  | Bronz                                                                     | Bronz   |
| ------------------------------ | --------------------------------------------------------------------- | ------ | ------------------------------------------------------------------ | ------ | ------------------------------------------------------------------------- | ------- |
| 100 m                          | Neszmélyi Vera Bp. Dózsa                                              | 12,0   | Greminger Jánosné Bp. Dózsa                                        | 12,3   | Dénes Ida Bp. Dózsa                                                       | 12,3    |
| 200 m                          | Greminger Jánosné Bp. Dózsa                                           | 25,3   | Orbán Irén Bp. Dózsa                                               | 25,5   | Gebhardt Giella Bp. Bástya                                                | 25,6    |
| 400 m                          | Kazi Aranka Bp. Törekvés                                              | 57,4   | Suták Anna Szegedi Törekvés                                        | 58,7   | Bende Franciska Bp. Vörös Lobogó                                          | 59,1    |
| 800 m                          | Kazi Aranka Bp. Törekvés                                              | 2:12,6 | Bácskai Anna Bp. Törekvés                                          | 2:13,5 | Sasvári Gizella Nagykanizsai Bányász                                      | 2:13,6  |
| 80 m gát                       | Gyarmati Olga Bp. Vasas                                               | 11,2   | Németh Ida Bp. Dózsa                                               | 11,8   | Kozik Ágota Bp. Vörös Lobogó                                              | 11,8    |
| 4 × 100 m váltó                | Greminger Jánosné Orbán Irén Dénes Ida Neszmélyi Vera Bp. Dózsa       | 49,0   | Muskovits Éva Tóth Magda Németh Ida Hazucha Bp. Dózsa              | 50,7   | Varga II. Bende Franciska Kozik Ágota Söjtör Józsefné Bp. Vörös Lobogó    | 51,5    |
| 4 × 200 m váltó                | Muskovits Éva Tóth Magda Somogyi Nándorné Greminger Jánosné Bp. Dózsa | 1:47,6 | Orbán Irén Dénes Ida Hazucha Németh Irén Bp. Dózsa                 | 1:48,0 | Varga II. Várkonyi Zsuzsa Kozik Ágota Söjtör Józsefné Bp. Vörös Lobogó    | 1:51,00 |
| 3 × 800 m váltó                | Molnár Rózsi Bácskai Anna Kazi Aranka Bp.Törekvés SK                  | 7:11,4 | Rovni Fürst Helén Rőder Katalin Bp. Vasas                          | 7:15,0 | Kuthy Bokori Teréz Vörös Bp. Honvéd                                       | 7:21,0  |
| svédváltó 100, 200, 300, 400 m | Nagy Ilona Molnár Rózsi Bácskai Anna Kazi Aranka Bp.Törekvés SK       | 2:20,3 | Neszmélyi Vera Orbán Irén Greminger Jánosné Kovács Ilona Bp. Dózsa | 2:21,0 | Harasztos Anna Mocsári Csanádi Ilona Sasvári Gizella Nagykanizsai Bányász | 2:24,8  |
| magasugrás                     | Németh Ida Bp. Dózsa                                                  | 156    | Kristóf Éva Bp. Kinizsi                                            | 154    | Kamarás Istvánné Bp. Vasas                                                | 151     |
| távolugrás                     | Gyarmati Olga Bp. Vasas                                               | 572    | Somogyi Nándorné Bp. Dózsa                                         | 566    | Pénzes Margit Bp. Vörös Lobogó                                            | 543     |
| súlylökés                      | Fehér Mária Bp. Törekvés                                              | 13,81  | Szenti Jusztina Székkutasi Traktor                                 | 13,14  | Wicián Klára Bp. Honvéd                                                   | 12,79   |
| diszkoszvetés                  | Serédi Zsuzsa Bp. Vörös Lobogó                                        | 41,97  | Józsa Dezsőné Bp. Vasas                                            | 41,32  | Wicián Klára Bp. Honvéd                                                   | 41,05   |
| gerelyhajítás                  | Vígh Erzsébet Bp. Vörös Lobogó                                        | 49,04  | Laczó Ilona Bp. Vörös Lobogó                                       | 44,70  | Pitrolffy Katalin Bástya VTSK                                             | 43,71   |
| ötpróba                        | Gyarmati Olga Bp. Vasas                                               | 3907   | Somogyi Nándorné Bp. Dózsa                                         |        | Söjtör Józsefné Bp. Vörös Lobogó                                          | 3544    |
| mezei futás 1500 m             | Kazi Aranka Bp.Törekvés SK                                            | 4:47,2 | Rőder Katalin Bp. Vasas                                            | 4:48,4 | Fürst Helén Bp. Vasas                                                     | 4:54,0  |
| csapat mezei futás             | Rőder Katalin Fürst Helén Köbölkuti Irén Bp. Vasas SK                 | 20     | Oros Ágnes Szuper Bokori Teréz Bp. Honvéd                          | 23     | Scheffer Jancsó Fonyó Bp. Vörös Lobogó                                    | 47      |

### Magyar atlétikai csúcsok
- 1000 m síkfutás 2:19,0 Vcs. Rózsavölgyi István Tata 9. 21.
- 1500 m síkfutás 3:42,2 Ecs. Rózsavölgyi István Belgrád 6. 16.
- 1500 m síkfutás 3:40,8 Vcs. Iharos Sándor Helsinki 7. 28.
- 1500 m síkfutás 3:40,8 Vcsb. Tábori László Osló 9. 6.
- 1 mérföldes síkfutás 3:59,0 Ecs. Tábori László London 5. 28.
- 2000 m síkfutás 5:02,0 Vcs. Rózsavölgyi István Budapest 10. 2.
- 3000 m síkfutás 7:55,6 Vcs. Iharos Sándor Budapest 1955. 5. 14.
- 3 mérföldes síkfutás 13:14,2 Vcs. Iharos Sándor Budapest 10. 23.
- 5000 m síkfutás 13:50,8 Vcs. Iharos Sándor Budapest 9. 10.
- 5000 m síkfutás 13:40,6 Vcs. Iharos Sándor Budapest 10. 23.
- 30 mérföldes gyaloglás 4:21:12,6 Vcs. Róka Antal Budapest 10. 30.
- női 4 × 1500 m 15:14,8 Vcs. Budapesti Honvéd SE Budapest 9. 29.

### Országos csúcsok
- 60 m 7,7 Neszmélyi Vera Bp. Dózsa Tata 7. 23.
- 100 m 11,8 Neszmélyi Vera Bp. Dózsa Budapest 7. 16.
- 100 m 11,6 Neszmélyi Vera Bp. Dózsa Varsó 8. 4.
- 100 m 11,5 Neszmélyi Vera Bp. Dózsa Varsó 8. 4.
- 200 m 24,1 Neszmélyi Vera Bp. Dózsa London 8. 13.
- 200 m 24,1 Neszmélyi Vera Bp. Dózsa Budapest 9. 11.
- 300 m 41,2 Mórocz Ilona Bp. Kinizsi Budapest 9. 24.
- 300 m 41,0 Suták Anna Szegedi Törekvés Szeged 10. 1.
- 400 m 47,5 Adamik Zoltán Bp. Honvéd Moszkva 6. 25.
- 400 m 56,6 Kazi Aranka Bp. Törekvés Bukarest 10. 1.
- 500 m 1:15,8 Kazi Aranka Bp. Törekvés Budapest 5.28.
- 1000 m 2:20,8 Iharos Sándor Bp. Honvéd Budapest 8. 28.
- 1000 m 2:19,3 Rózsavölgyi István Bp. Honvéd Budapest 9. 17.
- 1000 m 2:19,0 Rózsavölgyi István Bp. Honvéd Tata 9. 21.
- 1500 m 3:42,2 Rózsavölgyi István Bp. Honvéd Belgrád 6. 16.
- 1500 m 3:40,8 Tábori László Bp. Honvéd Osló 9. 6.
- 2000 m 5:08,8 Rózsavölgyi István Bp. Honvéd Budapest 5. 28.
- 2000 m 5:02,2 Rózsavölgyi István Bp. Honvéd Budapest 10. 2.
- 3000 m 7:55,6 Iharos Sándor Bp. Honvéd Budapest 5. 14.
- 5000 m 13:56,6 Iharos Sándor Bp. Honvéd Varsó 8. 6.
- 5000 m 13:50,8 Iharos Sándor Bp. Honvéd Budapest 9. 10.
- 5000 m 13:40,6 Iharos Sándor Bp. Honvéd Budapest 10. 23.
- 80 m gát 11,3 Gyarmati Olga Bp. Vasas Budapest 8. 21.
- 80 m gát 11,2 Gyarmati Olga Bp. Vasas Budapest 10. 23.
- 3000 akadály 8:48,0 Rozsnyói Sándor Bp. Haladás Helsinki 6. 27.
- 3000 akadály 8:45,2 Rozsnyói Sándor Bp. Haladás Budapest 9. 11.
- 10000 m 29:02,6 Kovács József Bp. V. Lobogó Bratislava 9. 24.
- 15 km gyaloglás 1:10:39,4 Rácz Zoltán Bp. Dózsa Budapest 10. 16.
- 20 km gyaloglás 1:34:54,4 Rácz Zoltán Bp. Dózsa Budapest 10. 16.
- 50 km gyaloglás 4:28:24,8 Somogyi János Bp. V. Lobogó Budapest 8. 28.
- 2 órás gyaloglás 24,376 km László Sándor Bp. Dózsa Budapest 5.29.
- magasugrás 197 cm Bodó András Bp. Haladás London 8. 12.
- magasugrás 198 cm Bodó András Bp. Haladás Budapest 8. 21.
- hármasugrás 15,41 m Bolyki István Bp. Honvéd Budapest 10. 8.
- rúdugrás 435 cm Dr. Homonnay Tamás Bp. Vasas Budapest 7. 16.
- súlylökés 15,81 m Mihályfi János TF. Haladás Budapest 6. 11.
- súlylökés 15,88 m Mihályfi János TF. Haladás Budapest 6. 11.
- súlylökés 15,97 m Mihályfi János TF. Haladás Budapest 6. 18.
- súlylökés 16,03 m Mihályfi János TF. Haladás Budapest 7. 10.
- súlylökés 16,26 m Mihályfi János TF. Haladás Budapest 7. 16.
- súlylökés 16,34 m Mihályfi János TF. Haladás Varsó 8. 2.
- súlylökés 16,55 m Mihályfi János TF. Haladás Pozsony 9. 25.
- súlylökés 16,62 m Mihályfi János TF. Haladás Budapest 10. 9.
- súlylökés 13,84 m Fehér Mária Bp.Előre Budapest 8. 20.
- súlylökés 14,02 m Fehér Mária Bp.Előre Budapest 10. 8.
- gerelyhajítás 77,01 m Krasznay Sándor Bp. Dózsa Budapest 6. 11.
- gerelyhajítás 78,04 m Krasznay Sándor Bp. Dózsa Bratislava 9. 24.
- gerelyhajítás 49,84 m Vigh Erzsébet Bp. V. Lobogó Budapest 5. 29.
- gerelyhajítás 50,15 m Vigh Erzsébet Bp. V. Lobogó Budapest 11. 2.
- gerelyhajítás 50,95 m Vigh Erzsébet Bp. V. Lobogó Budapest 11. 5.
- Női 4 × 100 m 46,8 Női válogatott Pozsony9. 25.
- Férfi 4 × 800 m 7:40,0 Budapesti Honvéd SE Budapest 10. 30.
- Férfi 4 × 1500 m 15:14,8 Budapesti Honvéd SE Budapest 9. 29.